# 錦橋出口
錦橋出口（にしきばしでぐち）とは、愛知県名古屋市中村区名駅にある名古屋高速都心環状線の出口である。

## 概要
当該出口は錦通の栄方面行き車線に合流する。一般道路との円滑な合流を期するために出口専用の信号機が設置されている。出口では反対方向（名古屋駅方面）への転回が可能であるが、これが当該出口付近における都心環状線の渋滞発生の一要因とされている。
ランプの最小曲線半径は45mの急カーブで、通過速度は30km/hに規制されている。

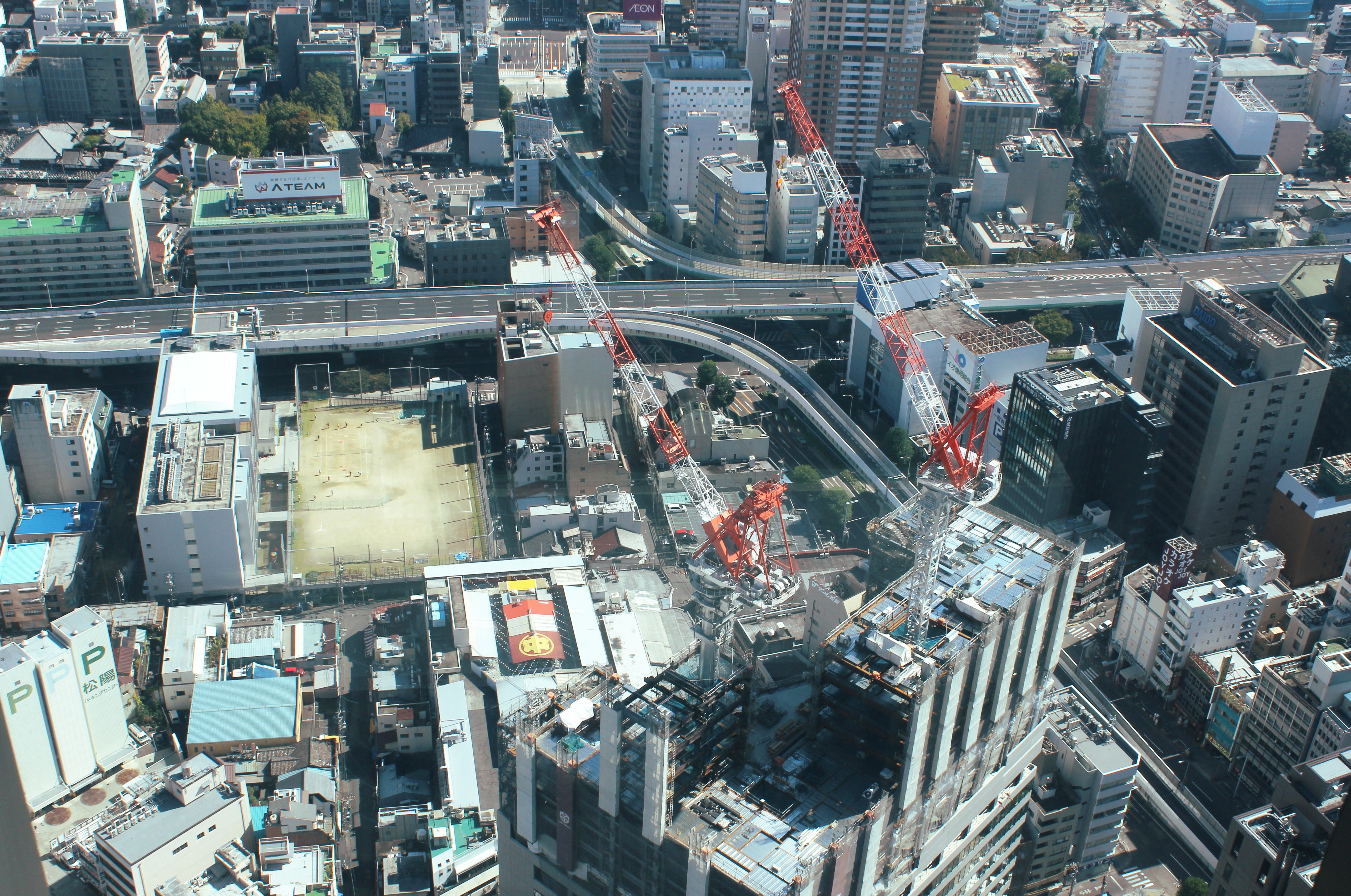
錦橋出口（奥）と名駅入口（手前）の位置関係
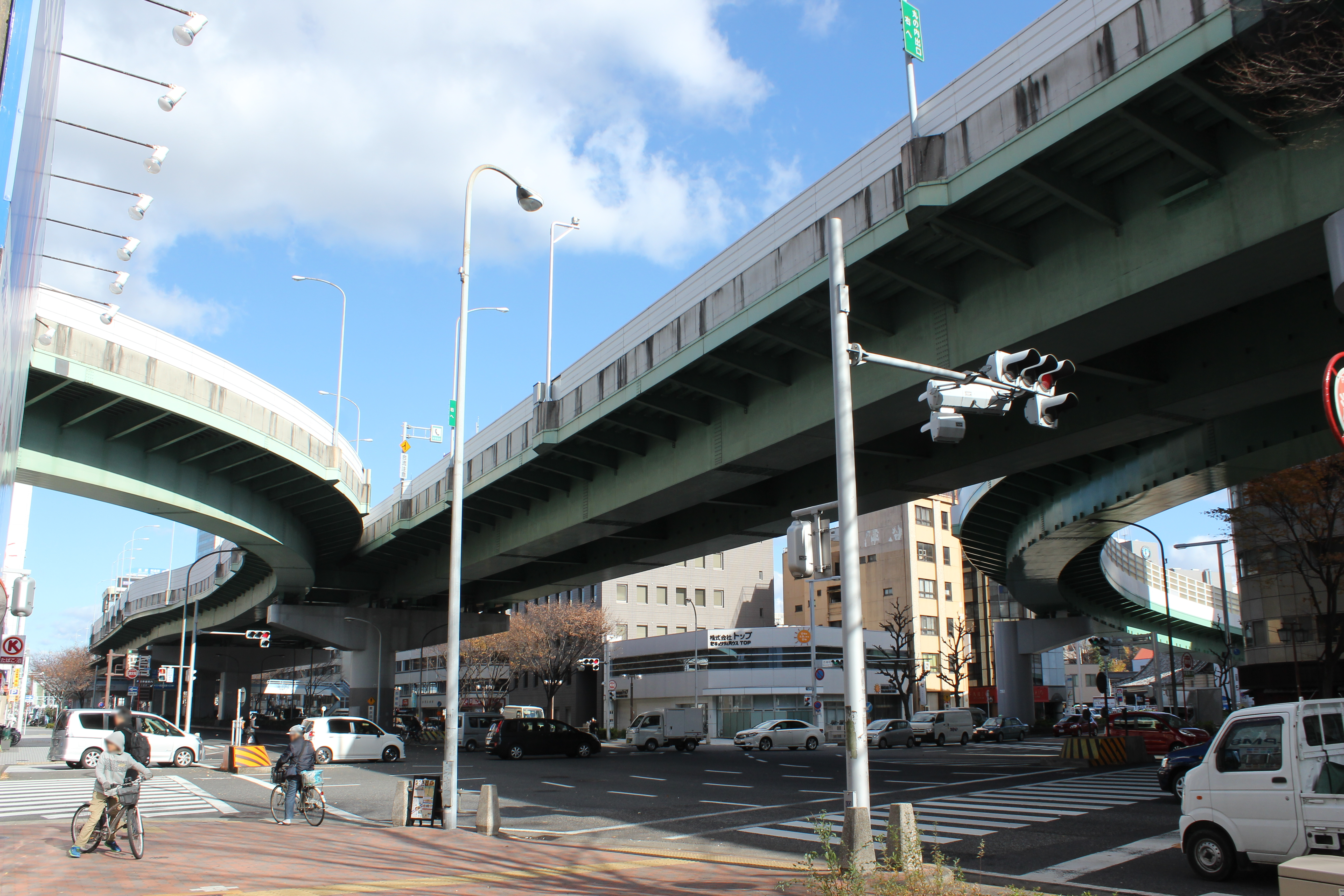
錦通と江川線の交差部

## 歴史

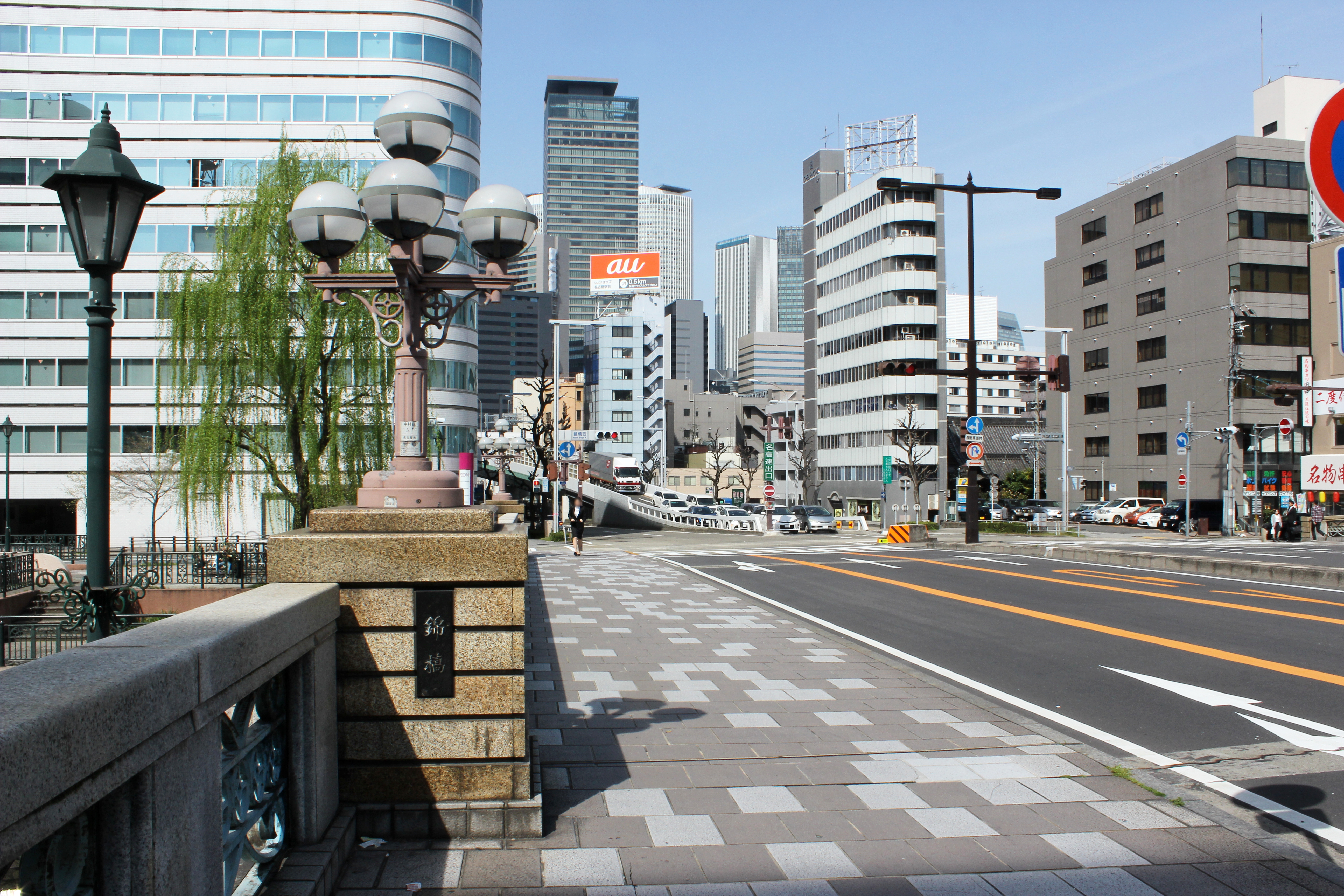
錦橋（手前）と錦橋出口（奥）。

錦橋出口（当時は名駅出口）は新洲崎JCTから0.8km北へ延伸する形で開業し、高速3号（清須市と東海市間を結ぶ路線）としては初めての開通であった。当時は他の都心環状線とは繋がらない孤立した路線で、1号万場線（現・5号万場線）千音寺方面からの交通のみが利用できた。よって、今回の延伸で恩恵を受けたのは三重県方面からの利用者で、従来の白川出口に加えて名古屋駅付近でも流出可能となったことで利便性が向上した。なお、名駅出口の名前は中村区名駅四丁目にあることから付けられた。
ところが、名駅出口と名乗る割には名古屋駅とは正反対の方向へ流出することから、「名駅」と想像した利用者から遠回りになるとして公社に苦情が寄せられた。名古屋駅への出口と混乱しやすい「名駅出口」については、都心環状線全線開業を機に「錦橋出口」に改められることになり、1995年9月に改称された。なお、錦橋はオフランプに近接する堀川に架かる橋の名称である。

### 年表
- 1987年（昭和62年）8月31日 : 名駅出口として供用開始[6][2]。
- 1994年（平成6年）9月12日 : 丸の内出口方面開通[9]。
- 1995年（平成7年）9月19日 : 都心環状線全線開業に合わせ、錦橋出口に改称[8]。名駅入口供用開始[10]。

## 周辺
- 名古屋駅（JR東海道新幹線、JR東海道本線、JR中央本線、JR関西本線、名古屋臨海高速鉄道あおなみ線、名古屋市営地下鉄東山線、名古屋市営地下鉄桜通線）
- 名鉄名古屋駅（名鉄名古屋本線）
- 近鉄名古屋駅（近鉄名古屋線）
- ミッドランドスクエア
- 名古屋四季劇場
- 名古屋観光ホテル
- 納屋橋
- 中日本高速道路株式会社本社

## 隣
名古屋高速都心環状線
(C04)東別院入口 - (JCT)山王JCT - (JCT)新洲崎JCT - (C05)錦橋出口/(C06)名駅入口